# 五十嵐誠
五十嵐 誠（いがらしまこと、1985年3月12日 - ）は、千葉県八街市出身のプロアングラー（バスプロ）。ネコ好き。

## 略歴
千葉県立四街道北高等学校を2003年に卒業し、総合学園ヒューマンアカデミーへ入学。
現在は日本のバスフィッシングトップカテゴリーであるJBトップ50に所属し、2015年はランキング3位、2016年はランキング2位と自己最高を記録した。

## 主な戦績
- 2011 JBトップ50 年間6位
- 2012 JBトップ50 年間9位
- 2013 JBマスターズ 第1戦 河口湖 優勝
- 2013 JBマスターズ 年間1位
- 2013 JBトップ50 年間12位
- 2014 JBトップ50 年間7位
- 2015 JBトップ50第2戦 北浦 優勝
- 2015 JBトップ50第4戦 桧原湖 優勝
- 2015 JBクライマックスエリート5 桧原湖 優勝
- 2015 JBトップ50 年間3位
- 2016 JBトップ50第4戦桧原湖 優勝
- 2016 JBトップ50 年間2位

## スポンサー
- SDG-Marine
- SUNLINE
- Jackson
- FOLLOW

## ブログ
- 五十嵐誠ブログ